# Livingstone-turákó
A Livingstone-turákó (Tauraco livingstonii) a madarak osztályának turákóalakúak (Musophagiformes) rendjébe, ezen belül a turákófélék (Musophagidae) családjába tartozó faj. Korábban, a család többi tagjával együtt a kakukkalakúakkal rokonították.
Nevét David Livingstone, a híres skót Afrika-kutató tiszteletére kapta.

## Előfordulása
Burundi,  Malawi, Mozambik, a Dél-afrikai Köztársaság, Tanzánia és  Zimbabwe területén honos. Szereti a párás klímájú erdőket, megtalálható a hegyi és parti erdőkben, a tengerszinttől 2500 m magasságig.

## Alfajai
- Tauraco livingstonii cabanisi (Reichenow, 1883)
- Tauraco livingstonii livingstonii (G. R. Gray, 1864)
- Tauraco livingstonii reichenowi (Fischer, 1880)

## Megjelenése
A Livingstone-turákó csőrétől farkáig körülbelül 45 cm hosszú, súlya 262-380 g. A nőstények általában kisebb testfelépítésűek, mint a hímek. A faj legkönnyebben az előremutató, csúcsos tollbóbitájáról ismerhető fel, melynek hossza 65–75 mm.

## Tápláléka
Táplálékát főként gyümölcsök alkotják.